# Platinum Vision
Platinum Vision Co., Ltd. (プラチナビジョン株式会社) est un studio d'animation japonais fondé en mars 2016 à Mitaka, Tokyo.

## Productions

### Séries télévisées
| Année | Titre                                      | Réalisateur(s)           | Dates de 1re diffusion | Dates de 1re diffusion | Nb. éps. | Remarques                                                                      | Réf(s) |
| Année | Titre                                      | Réalisateur(s)           | Début                  | Fin                    | Nb. éps. | Remarques                                                                      | Réf(s) |
| ----- | ------------------------------------------ | ------------------------ | ---------------------- | ---------------------- | -------- | ------------------------------------------------------------------------------ | ------ |
| 2016  | Servamp                                    | Itto Sara Hideaki Nakano | 5 juillet 2016         | 20 septembre 2016      | 12       | Basée sur le manga écrit par Strike Tanaka. Coproduit avec Brain's Base.       | [ 1 ]  |
| 2017  | Saiyuki ReLoad Blast                       | Hideaki Nakano           | 5 juillet 2017         | 20 septembre 2017      | 12       | Basée sur le manga écrit par Kazuya Minekura. Suite de Saiyuki ReLoad GunLock. | [ 2 ]  |
| 2018  | Devils' Line                               | Hideaki Nakano           | 7 avril 2018           | 23 juin 2018           | 12       | Basée sur le manga écrit par Ryo Hanada.                                       | [ 3 ]  |
| 2019  | Kono Oto Tomare! Sounds of Life            | Ryōma Mizuno             | 6 avril 2019           | 28 décembre 2019       | 26       | Basée sur le manga écrit par Amyu.                                             | [ 4 ]  |
| 2021  | Dr. Ramune -Mysterious Disease Specialist- | Hideaki Oba              | 10 janvier 2021        | 28 mars 2021           | 12       | Basée sur le manga écrit par Aho Toro.                                         | [ 5 ]  |
| 2022  | Love of Kill                               | Hideaki Oba              | 13 janvier 2022        | 31 mars 2022           | 12       | Basée sur le manga écrit par Fe.                                               | [ 6 ]  |
| 2023  | I'm in Love with the Villainess            | Hideaki Oba              | 3 octobre 2023         |                        | 12       | Basée sur le light novel écrit par Inori.                                      | [ 7 ]  |

### Films
| Année | Titre                        | Réalisateur(s) | Dates de sortie | Remarques         | Réf(s) |
| ----- | ---------------------------- | -------------- | --------------- | ----------------- | ------ |
| 2018  | Servamp: Alice in the Garden | Hideaki Nakano | 7 avril 2018    | Suite de Servamp. | [ 8 ]  |

### OAV
| Année | Titre                          | Réalisateur(s) | Dates de sortie | Nb. éps. | Remarques                    | Réf(s) |
| ----- | ------------------------------ | -------------- | --------------- | -------- | ---------------------------- | ------ |
| 2018  | Devils' Line: Anytime Anywhere | Hideaki Nakano | 23 août 2018    | 1        | Épisode OAV de Devils 'Line. | [ 9 ]  |